# Zaponlack
Zaponlacke sind dünnflüssige, transparente Nitrolacke auf der Basis hochviskoser Cellulosenitrate (Kollodiumwolle), die in leicht flüchtigen Lösungsmitteln wie Amylacetat, Ethanol und Ethylacetat gelöst sind. Sie sind meist farblos, können aber auch Farbstoffe enthalten. Sie dienen meist zum Oxidationsschutz (als Schutz gegen Anlaufen) von Metallen wie Messing, Bronze oder Silber. Zaponlacke sind ungeeignet für die Anwendung bei Eisen oder Stahl, da sie keine rostschützende Wirkung haben. Sie dienen daneben als Firnis sowie zum Lackieren von Holz, Glas und Leder. Als Lösungsmittel für Arbeitsgeräte und zur Verdünnung wird Universalverdünner und Nitroverdünner verwendet.
Der Vorgang des Behandelns mit Zaponlack wird zaponieren genannt.
Zaponlacke können gesundheitsschädlich wirken und sind meistens leicht entzündlich.
Ein ähnliches Produkt ist Nagellack.
Zum Entfernen von altem Zaponlack werden Nitroverdünner oder Aceton empfohlen.